# Sadies
Sadies Wanless, 1984 è un genere di ragni appartenente alla famiglia Salticidae.

## Distribuzione
Fino a pochi anni fa le quattro specie note di questo genere erano ritenute endemiche delle isole Seychelles; nel 2007 sono stati rinvenuti esemplari di una quinta specie classificati come S. castanea sull'isola Réunion, ben 700 km più a sud, in pieno Oceano Indiano..

## Tassonomia
A maggio 2010, si compone di cinque specie:
- Sadies castanea Ledoux, 2007 — Isola Réunion
- Sadies fulgida Wanless, 1984[2] — Isole Seychelles
- Sadies gibbosa Wanless, 1984 — Isole Seychelles
- Sadies seychellensis Wanless, 1984 — Isole Seychelles
- Sadies trifasciata Wanless, 1984 — Isole Seychelles